# Драфт НБА 1952
Драфт НБА 1959 року відбувся 26 квітня. 10 команд Національної баскетбольної асоціації (НБА) по черзі вибирали найкращих випускників коледжів. В кожному з раундів команди могли вибирати гравців у зворотньому порядку до свого співвідношення перемог до поразок у сезоні 1951–1952, за винятком чинного на той момент чемпіона Міннеаполіс Лейкерс, який мав право на останній драфт-пік у кожному раунді. Драфт складався з 17-ти раундів, на яких вибирали 106 гравців.

## Нотатки щодо виборів на драфті і кар'єр деяких гравців
Мілвокі Гокс під першим номером вибрали Марка Воркмена з Університету Західної Вірджинії. Перед драфтом Філадельфія Ворріорз вибрал Білла Млкві з Університету Темпла як свій територіальний вибір. У другому раунді Форт-Вейн Пістонс вибрали Дона Мейнеке з Університету Дейтона, який у свій переший сезон виграв звання новачка року. Дев'ятий вибір з цього драфту, Клайд Лавллетт з Канзаського університету, став єдиним гравцем з цього драфту, принаймні один раз обраним на Матч усіх зірок і введеним до Зали слави.
10-й вибір Джін Конлі на професійному рівні грав як у баскетбол, так і в бейсбол. Впродовж шести сезонів він грав у НБА за Бостон Селтікс і Нью-Йорк Нікс, а також 11 сезонів у Major League Baseball (MLB). Він тричі ставав чемпіоном НБА у складі Селтікс, а також переможцем Світової серії 1957 у складі Мілвокі Брейвз, ставши єдиним переможцем двох основних ліг як у баскетболі так і в бейсболі.

## Драфт
| Поз.    | G        | F       | C         |
| Позиція | захисник | Форвард | Центровий |

| ^ | Позначає гравців, обраних у Баскетбольну залу слави Нейсміта                     |
| # | Позначає гравців, які жодного разу не грали в регулярному сезоні НБА або плей-оф |

| Раунд | Вибір | Гравець         | Позиція | Громадянство | Команда НБА            | Коледж             |
| ----- | ----- | --------------- | ------- | ------------ | ---------------------- | ------------------ |
| T     | –     | Білл Млкві      | F       | США          | Філадельфія Ворріорз   | Темпл              |
| 1     | 1     | Марк Воркмен    | F/C     | США          | Мілвокі Гокс           | Вест Вірджинія     |
| 1     | 2     | Джим Бечтольд   | G/F     | США          | Балтимор Буллетс       | Східний Кентуккі   |
| 1     | 3     | Дік Гроут       | G       | США          | Форт-Вейн Пістонс      | Дьюк               |
| 1     | 4     | Джо Дін#        | G       | США          | Indianapolis Olympians | ЛСЮ                |
| 1     | 5     | Ральф Полсон    | F/C     | США          | Нью-Йорк Нікс          | Вітворт            |
| 1     | 6     | Білл Стауффер#  | F       | США          | Бостон Селтікс         | Міссурі            |
| 1     | 7     | Боб Лохмюллер   | F       | США          | Сірак'юс Нешиналз      | Луїсвілл           |
| 1     | 8     | Чак Дарлінг#    | F/C     | США          | Рочестер Роялз         | Айова              |
| 1     | 9     | Клайд Лавллетт^ | F/C     | США          | Міннеаполіс Лейкерс    | Канзас             |
| 2     | 10    | Едді Міллер     | F/C     | США          | Мілвокі Гокс           | Сірак'юс           |
| 2     | 11    | Блейн Деннінг   | G       | США          | Балтимор Буллетс       | Лоренс Тек         |
| 2     | 12    | Дон Мейнеке     | F/C     | США          | Форт-Вейн Пістонс      | Дейтон             |
| 2     | 13    | Волт Девіс      | F/C     | США          | Філадельфія Ворріорз   | Техас A&M          |
| 2     | 14    | Боб Заволюк     | F/C     | США          | Indianapolis Olympians | Сент Джонс         |
| 2     | 15    | Бой Белліво#    | –       | США          | Нью-Йорк Нікс          | Сетон Голл         |
| 2     | 16    | Джим Айверсон#  | G       | США          | Бостон Селтікс         | Канзас Стейт       |
| 2     | 17    | Джим Браско     | G       | США          | Сірак'юс Нешиналз      | НЙУ                |
| 2     | 18    | Браянт Айві#    | –       | США          | Рочестер Роялз         | Алабама            |
| 2     | 19    | Том Акерман#    | –       | США          | Міннеаполіс Лейкерс    | Вест Ліберті Стейт |

## Інші вибори
Цих гравців на драфті НБА 1985 вибрали після другого раунду, але вони зіграли в НБА принаймні одну гру.
| Раунд | Вибір | Гравець          | Позиція | Громадянство | Команда НБА            | Коледж            |
| ----- | ----- | ---------------- | ------- | ------------ | ---------------------- | ----------------- |
| 3     | 21    | Чак Грігсбі      | G       | США          | Балтимор Буллетс       | Дейтон            |
| 3     | 25    | Дік Бант         | G       | США          | Нью-Йорк Нікс          | НЙУ               |
| 4     | 35    | Берт Кук         | G/F     | США          | Нью-Йорк Нікс          | Юта Стейт         |
| 4     | 37    | Герм Геддерік    | G       | США          | Бостон Селтікс         | Канісіус          |
| 4     | 38    | Ронні Макгілврей | G       | США          | Рочестер Роялз         | Сент Джонс        |
| 5     | 40    | Джордж Маклауд   | F       | США          | Мілвокі Гокс           | ТКЮ               |
| 5     | 43    | Том Бреннан      | F       | США          | Філадельфія Ворріорз   | Вілланова         |
| 5     | 44    | Джін Родс        | G       | США          | Indianapolis Olympians | Західний Кентуккі |
| 5     | 47    | Кен Макбрайд     | G/F     | США          | Сірак'юс Нешиналз      | Мериленд Стейт    |
| 6     | 58    | Джек Макмагон    | G       | США          | Рочестер Роялз         | Сент Джонс        |
| 6     | 59    | Джим Голстейн    | G/F     | США          | Міннеаполіс Лейкерс    | Цинциннаті        |
| 7     | 61    | Боб Прідді       | F       | США          | Балтимор Буллетс       | Нью-Мексико A&M   |
| 7     | 64    | Скіппі Вітакер   | G       | США          | Indianapolis Olympians | Кентуккі          |
| 8     | 73    | Мо Радович       | G       | США          | Філадельфія Ворріорз   | Вайомінг          |
| 8     | 75    | Дік Сергофф      | F       | США          | Нью-Йорк Нікс          | Лонг-Айленд       |
| 10    | 90    | Джін Конлі       | F/C     | США          | Бостон Селтікс         | Вашингтон Стейт   |
| 11    | 93    | Боб Пітерсон     | F       | США          | Балтимор Буллетс       | Орегон            |
| 11    | 96    | Карл Макналті    | G       | США          | Міннеаполіс Лейкерс    | Пердью            |
| 12    | 97    | Джим Волш        | F       | США          | Балтимор Буллетс       | Стенфорд          |